# 100728 Kamenice n Lipou
100728 Kamenice n Lipou è un asteroide della fascia principale. Scoperto nel 1998, presenta un'orbita caratterizzata da un semiasse maggiore pari a 2,7674746 au e da un'eccentricità di 0,0296736, inclinata di 5,56363° rispetto all'eclittica.